# Ara catalina
L'Ara catalina è un incrocio-ibrido tra un maschio di ara scarlatta (Ara macao) e una femmina di ara gialloblu (Ara ararauna.